# Touch My Fire
Touch My Fire – singiel brytyjskiej piosenkarki Javine Hylton napisany przez nią samą we współpracy z Johnem Themisem oraz wydany jako singiel w maju 2005 roku.
W połowie lutego 2005 roku utwór został ogłoszony jedną z pięciu propozycji (wybranych spośród 530 zgłoszeń), które zostały zakwalifikowane do krajowych eliminacji eurowizyjnych Eurovision: Making Your Mind Up 15 lutego opublikowano fragment piosenki, zaś 5 marca jej pełna wersja została zaprezentowana przez Javine w finale selekcji jako pierwsza w kolejności i ostatecznie zdobyła 116 punktów w głosowaniu telewidzów i internautów, dzięki czemu zajęła pierwsze miejsce i została wybrana na propozycję reprezentującą Wielka Brytania w 50. Konkursie Piosenki Eurowizji organizowanym w Kijowie.
21 maja utwór został zaśpiewany przez piosenkarkę jako drugi w kolejności i zajął ostatecznie 22. miejsce na 24 uczestników po zdobyciu łącznie 18 punktów.

## Lista utworów
CD single
1. „Touch My Fire” – 3:09
2. „Touch My Fire” (K-Gee Mix) – 3:08

CD maxi-single
1. „Touch My Fire” – 3:09
2. „Touch My Fire” (K-Gee Mix) – 3:08
3. „Touch My Fire” (Soulavengers Get Your Groove On Mix) – 8:00

- Teledysk do „Touch My Fire” – 3:09